# Basse-Île
La Basse-Île est un ancien village situé sur la rive sud de la Loire intégré à la ville de Rezé, dans la banlieue sud de Nantes en Loire-Atlantique. La Basse-Île et le village voisin de la Haute-Île étaient établis autrefois sur l'île des Chevaliers, aujourd'hui disparue. 

## Histoire
Le village de la Basse île se situe dans un ancien ensemble insulaire : les îles de Rezé, cernées au nord par la Loire et au sud par le Seil, et séparées entre elles par le Courtil-Brisset. Le comblement de ces deux derniers au milieu du XIXe siècle a mis fin à cette insularité. Les îles de Rezé étaient constituées, de l'amont vers l'aval, de l'île des Chevaliers avec les villages de la Haute-Île et de la Basse-Île, du hameau de North House (appelé localement « Norkiouse ») et enfin de l'île de Trentemoult.

## Administration
La Basse-Île fait partie du quartier rezéen « Trentemoult-les Isles », qui comptait 1 945 habitants en 2011.

## ZAC Pirmil-Les Isles

### Situation géographique
La Basse-Île s'intègre dans le projet de ZAC Pirmil-les Isles porté par Nantes Métropole. Cette ZAC, située entre les bords de Loire et la route de Pornic (RD 723), s'étend du nord-est de la commune de Bouguenais jusqu'au quartier Nantes Sud.

### Logement
Actuellement habitée par 2 945 habitants, la ZAC proposera 4 000 nouveaux logements à l'horizon 2040.

### Emploi
On dénombre actuellement 2 700 emplois sur la zone, chiffre devant être porté à 4 700 en 2040.

### Desserte
À terme, le projet de ZAC doit améliorer les accès aux quartiers, notamment en renforçant la présence des transports en commun. En ce sens, Nantes Métropole confirme en juin 2019 que trois lignes de tramway ou de busway en provenance de l'Île de Nantes feront leur terminus à proximité de la Basse-Île à l'horizon 2026 : 
- la ligne 6 de tramway en provenance du futur pôle de Babinière via le tronçon est de l'actuelle ligne 1 (La chapelle-sur-Erdre)
- la ligne 7 de trawamay en provenance du terminus de l'actuelle ligne 1 François Mitterrand (Saint-Herblain).
- la ligne 8 de Busway en provenance de la station de la ligne 4 Île de Nantes, située sur l'Île de Nantes (Nantes).

## Transports
Basse-Île est le nom porté actuellement par un arrêt de bus du réseau TAN situé au débouché sud du pont des Trois-Continents, desservie par la ligne 36, et se trouve à proximité d'autres lignes métropolitaines.